# アーデンウォルド＝ジョンソン・クリーク (ポートランド)

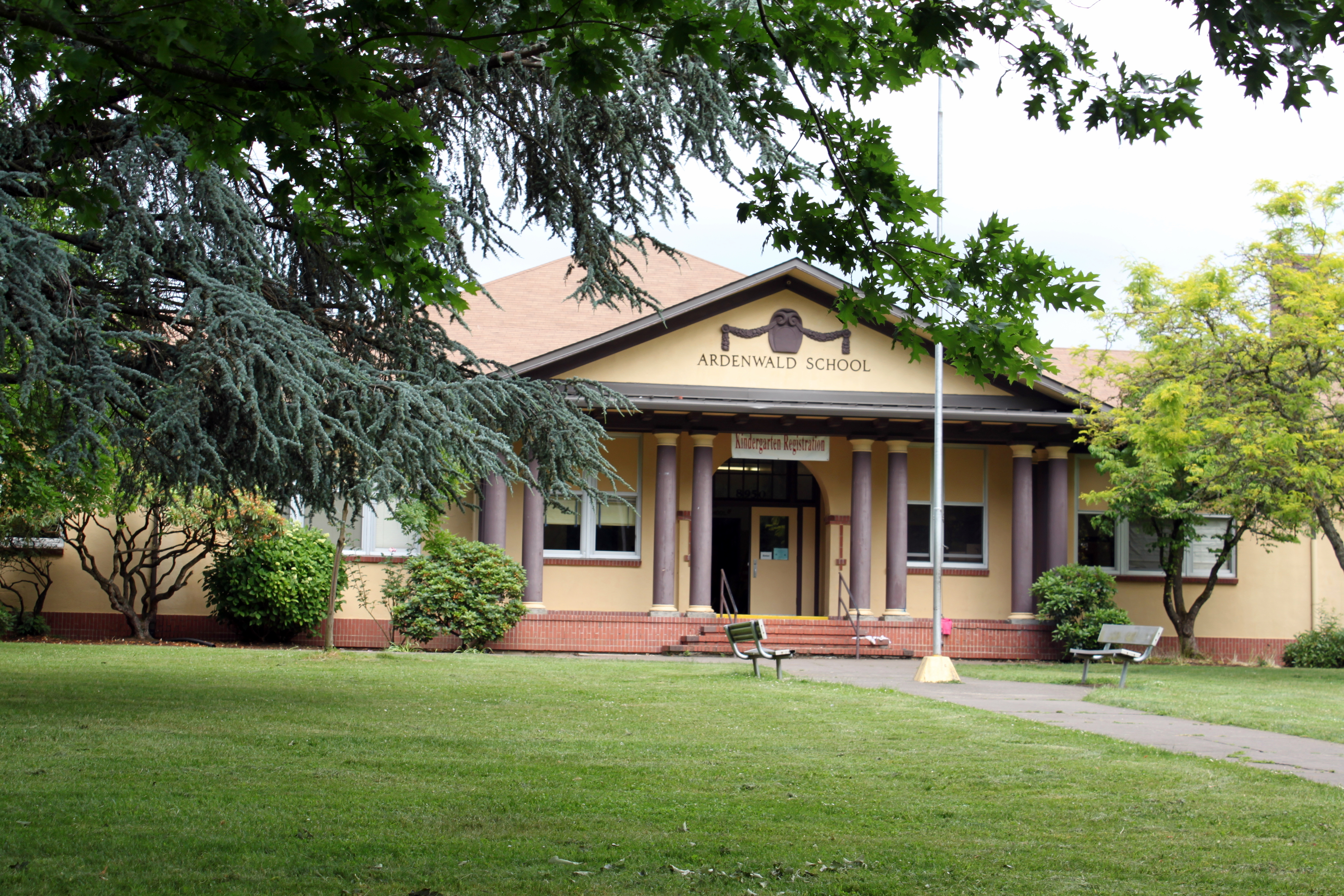
アーデンウォルド学校

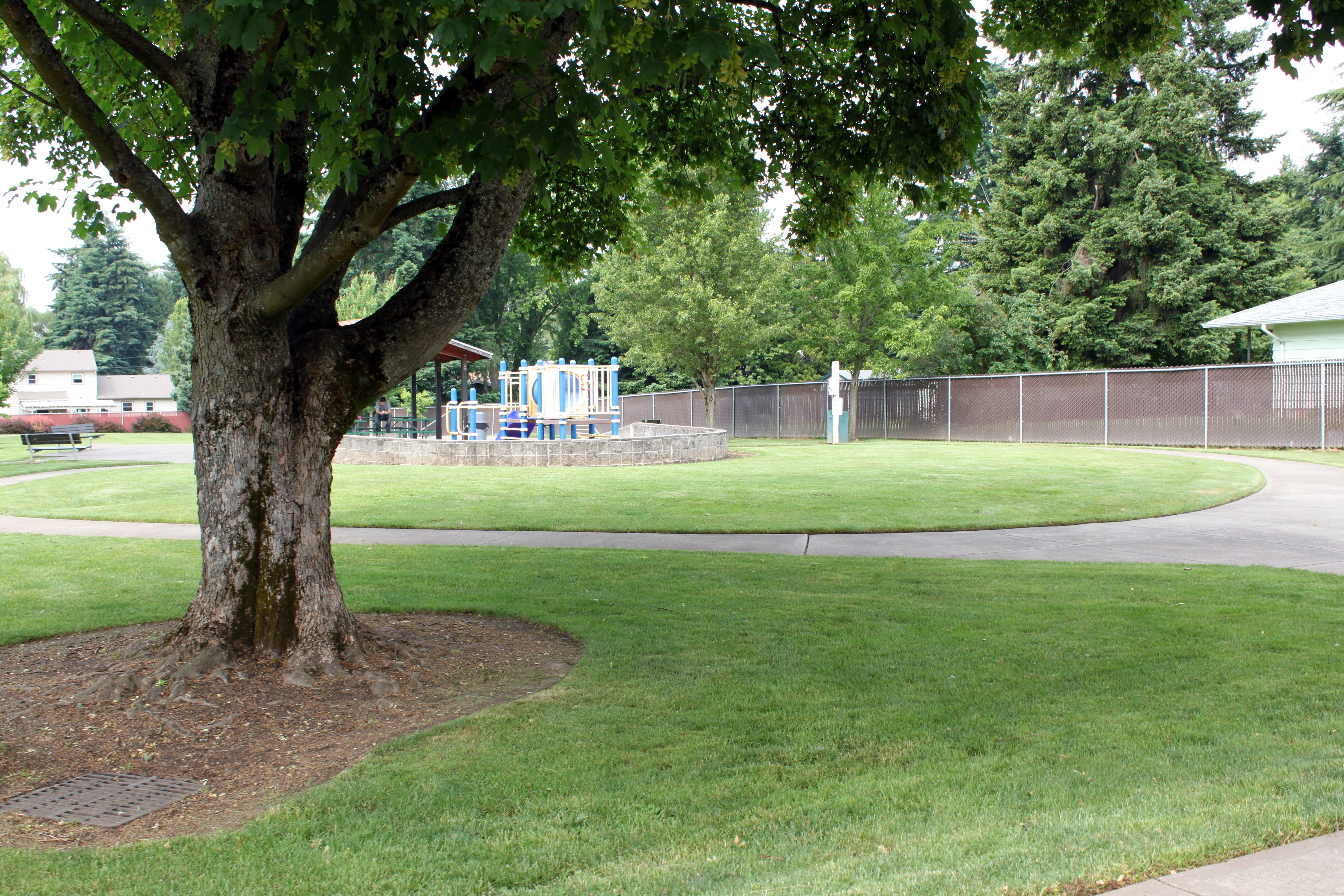
アーデンウォルド公園

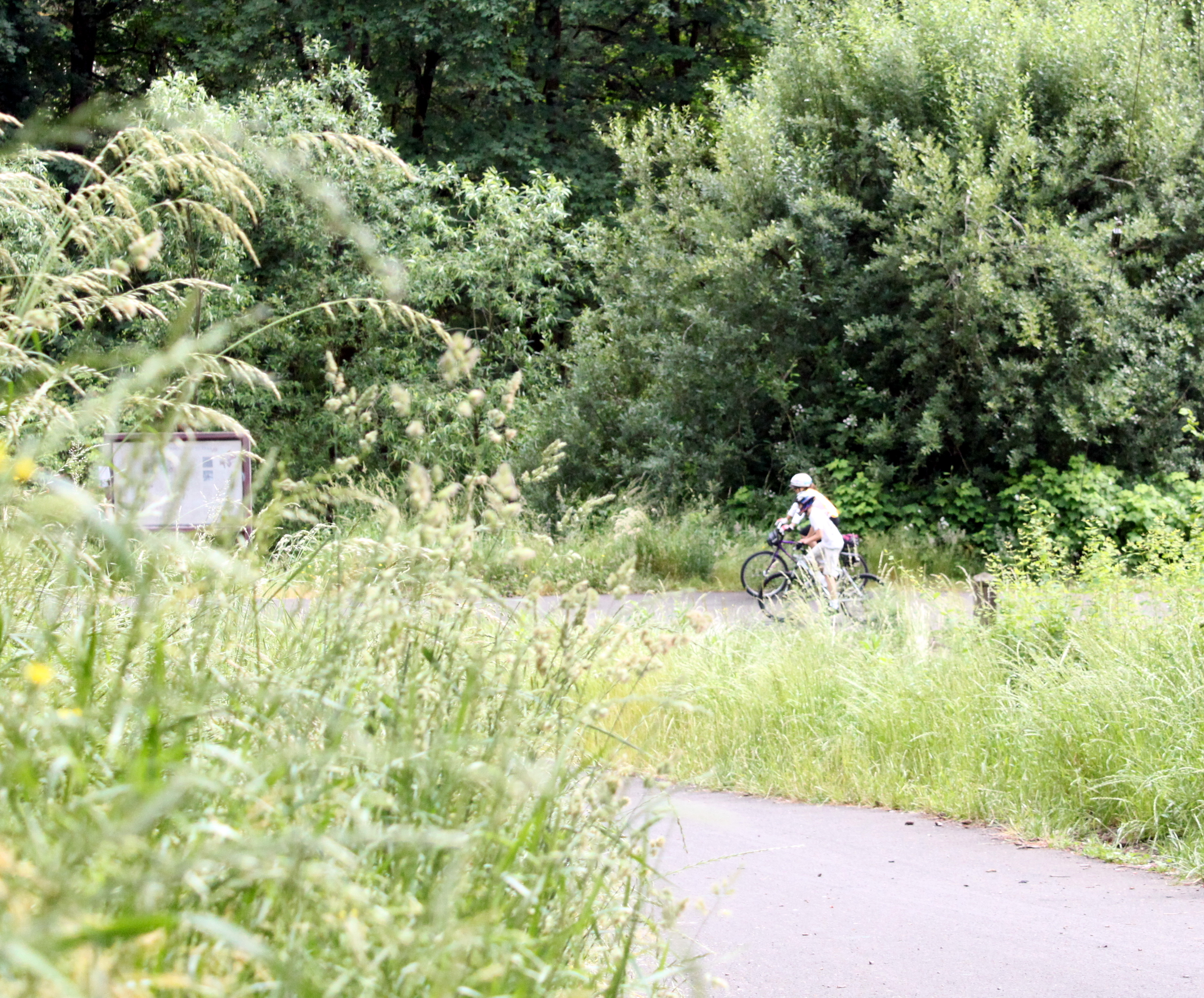
タイドマン・ジョンソン自然地域

アーデンウォルド＝ジョンソン・クリーク（Ardenwald-Johnson Creek）または単にアーデンウォルド（Ardenwald）は、アメリカ合衆国オレゴン州ポートランドの地区の一つ。実際にはマルトノマ郡ポートランド市とクラカマス郡ミルウォーキー市の市境にまたがって位置している。そのため、ポートランドの地区参加局（Office of Neighborhood Involvement）とミルウォーキーの地区プログラム（Neighborhoods Program）の両方から地区としての地位が認められている。
オレゴン州の地名の由来を掲載する『オレゴン・ジオグラフィック・ネームズ』に拠れば、アーデンウォルドは、1888年にアーデン・M・ロックウッドによって命名された地名である。彼の父はこの地域の区画整理を行った人物であった。
タイドマン・ジョンソン自然地域（1940年）は、アーデンウォルド地区のジョンソン・クリーク沿いに位置する。